# Kocioł Duży
Kocioł Duży (niem. Gross Kessel, do roku 2001 Kocioł) – wieś w Polsce położona w województwie warmińsko-mazurskim, w powiecie piskim, w gminie Pisz. W latach 1975–1998 miejscowość administracyjnie należała do województwa suwalskiego.
Nazwę miejscowości Kocioł Duży wprowadzono z 2001 rokiem, wcześniej miejscowość nazywała się Kocioł. Nazwę Kocioł  nadano w miejsce niemieckiej Gross Kessel

## Historia
Wieś lokowana w 1445 roku na 46 włókach prawie chełmińskim, W 1445 roku sołtysem był niejaki Mikołaj. W 1471 roku dokumenty wymieniają sołtysa o imieniu Janko i właściciela Piotra Rakowskiego. Szkoła powstała w 1737 roku. W 1935 roku w szkole nauczało dwóch nauczycieli a uczęszczało do niej 94 uczniów. W 1939 roku we wsi mieszkało 449 osób